# كوردولا رير
كوردولا ريير (بالألمانية: Cordula Reyer)‏ (من مواليد 1964) عارضة أزياء نمساوية، عارضة مجلة وإعلان التي أصبحت فيما بعد صحفية أزياء.

 لقد برزت خلال عصر عارضة الأزياء في الثمانينيات والتسعينيات. ظهرت في أغلفة مجلات الموضة المرموقة في الطبعات الأمريكية والبريطانية والفرنسية والألمانية من إصدارات فوغ والفرنسية والألمانية لماري كلير ، والنسخة الألمانية من إيل ، والنسخة الفرنسية من غلامور ، ومجلة أمريكية أخرى. والتي صورها مصورون مشهورون عالميًا مثل هيلموت نيوتن وآني ليبوفيتز أو بيتر ليندبيرغ.

## نشأتها ومسيرتها
بدأت ريير مسيرتها الفنية مع عرض أزياء للعديد من العروض في أوروبا، مثل إيف سان لوران وهيلموت لانج. أعربت عن رغبتها في عرض الأزياء في الولايات المتحدة، واتصلت بوكالة أمريكية من خلال مصفف شعر في ذلك الوقت، بيتر سافيتش. كانت تبلغ من العمر 25 عامًا عندما بدأت عرض الأزياء في أمريكا ولديها ولد. كان من غير المألوف في ذلك الوقت أن تكون للأمهات مهنًا في عرض الأزياء، وقد صرحت ريير أن مزاحم الأمومة والعارضة كان أمرًا صعبًا،